# Bulbophyllum sanguineum
Bulbophyllum sanguineum là một loài phong lan thuộc chi Bulbophyllum.